# 세력
세력은 실리의 상대적 개념으로, 계산이 불확실하지만 중앙 쪽에서 공격에 이용함으로써 이익을 추구할 수 있는 풍부한 가능성이다. 중앙 쪽에 쌓은 일련의 돌이 이루는 '연계성', '발전성', 공간에 대한 '장악력' 등을 의미한다.